# São José (Ponta Delgada)
São José é uma freguesia portuguesa do município de Ponta Delgada,  com 3,89 km² de área e 5756 habitantes (censo de 2021). A sua densidade populacional é 1 479,7 hab./km².
A freguesia de São José acolhe as maiores festas religiosas do arquipélago dos Açores, as conhecidas festas do Senhor Santo Cristo dos Milagres que atraem turistas e emigrantes, sobretudo, dos Estados Unidos e Canadá.
Com lugares desta freguesia foi criada pelo Decreto Legislativo Regional n.º 11/86/A, de 1 de abril, a freguesia de Santa Clara.

## Demografia
A população registada nos censos foi:
| Distribuição da População por Grupos Etários | Distribuição da População por Grupos Etários | Distribuição da População por Grupos Etários | Distribuição da População por Grupos Etários | Distribuição da População por Grupos Etários |
| -------------------------------------------- | -------------------------------------------- | -------------------------------------------- | -------------------------------------------- | -------------------------------------------- |
| Ano                                          | 0-14 Anos                                    | 15-24 Anos                                   | 25-64 Anos                                   | > 65 Anos                                    |
| 2001                                         | 1553                                         | 1450                                         | 4378                                         | 1246                                         |
| 2011                                         | 858                                          | 729                                          | 3400                                         | 947                                          |
| 2021                                         | 687                                          | 593                                          | 3285                                         | 1191                                         |